# Ravnateljstvo za javni red i sigurnost
Ravnateljstvo za javni red i sigurnost, skraćeno RAVSIGUR bio je poseban odjel Ministarstva unutarnjih poslova Nezavisne Države Hrvatske. Bio je zamišljen kao redovita policijska ustanova NDH te je imao zadaću vrhovnog nadzora nad radom svih redarstvenih oblasti i službi. Istovremeno je osnovana i Ustaška nadzorna služba (UNS)
koja je postala specijalna policija ustaškog režima. Na čelo RAVSIGUR-a i UNS-a Pavelić je imenovao Eugena Didu Kvaternika čime je ujedinjen rad cijele policije. Nakon smjene Dide Kvaternika uloga UNS-a sve više slabi.
Početkom 1943. godine RAVSIGUR je proširio nadležnost i na poslove koji su bili u djelokrugu UNS-a i promijenio ime u Glavno ravnateljstvo za javni red i sigurnost (GRAVSIGUR).

## Zakonske osnove i ovlasti
Punog imena Ravnateljstvo za javni red i sigurnost za Nezavisnu Državu Hrvatsku. Osnovano je odredbom ministarstva unutarnih poslova od 4. svibnja 1941. godine. Osnovano je radi sprovedenja jedinstvene organizacije i rada svih redarstvenih oblasti u Nezavisnoj Državi Hrvatskoj. Potpadalo je kao posebni odjel pod ministarstvo unutarnjih poslova, te je bilo podređeno izravno ministru unutarnjih poslova. Vršilo je vrhovni nadzor nad radom redarstvenih oblasti u svim granama redarstvene službe, kao i vrhovni nadzor nad redarstvenim službenicima svih struka. Bilo je vrhovna nadzorna vlast i nije bilo instancija u molbenom tečaju u postupku pred redarstvenim
oblastima. Ravnatelj za javni red i sigurnost za Nezavisnu Državu Hrvatsku odredbm je ovlašten da u pogledu unutarnjeg uređenja Ravnateljstva za javni red i sigurnost za Nezavisnu Državu Hrvatsku izda po predhođnom odobrenju ministra unutarnjih poslova provedbenu naredbu ovoj odredbi.

## Povijest

### Osnivanje
S uspostavom Nezavisne Države Hrvatske 10. travnja 1941. osnovana je i njezina redovna policija koja se brinula o javnoj sigurnosti, u što spada očuvanje rede, mira i zakonitosti. Bila je potrebna i policija koja će se brinuti o sigurnosti države, u što je spadala borba protiv unutarnjeg i vanjskog neprijatelja tadašnjeg režima. NDH je osnovala svoju obavještano-sigurnosnu službu po uzoru na Treći Reich i usmjeravala se uglavnom protiv unutarnjih neprijatelja.
Pred pad Kraljevine Jugoslavije vojna vlast u Zagrebu naredila je uhićenje osoba s tajnog popisa ako bi se proglasila mobilizacija. U tome su ulogu igrali čak i neki jugoslavenski časnici. Prilike u zagrebačkoj policiji u vremenu od kraja ožujka pa do proglašenja NDH bile su nesređene i očekivao se daljnji razvoj situacije. Tada su se u zagrebačkoj policiji formirale dvije skupine. Prva koja je imala najviše pristaša među redarstvenom stražom, odnosno među njezinim nadzornim časnicima počela se priklanjati Paveliću, a druga skupina, koja je bila malobrojnija, sastojala se od određenog broja činovnika koji su bili pobornici starog režima. Zbor redarstvenih agenata čekao je neopredijeljen razvoj događaja, posebno agenti Srbi, kao i jedan dio agenata koji je pripadao HSS-u i nije se slagao s frankovcima.
Nakon Kvaternikovog proglasa Nezavisne Države Hrvatske uslijedio je i Mačekov govor u kojem poziva sve pristaše HSS-a da se priklone ustašama. To je pomoglo Kvaterniku u pridobivanju Hrvatske seljačke i građanske zaštite, koja je bila prva oružana snaga NDH. Oni su igrali značajnu ulogu u razoružavanju Kraljevske jugoslavenske vojske, a imali su svega 4 000 članova.
Zagrebačko redarstvo ustaše su preuzeli 10. travnja odmah iza podneva, a zajedno s njima došli su i neki članovi Hrvatske seljačke i građanske zaštite. Zvonko Kovačević, zapovjednik Hrvatske seljačke i građanske straže postao je zapovjednik grada Zagreba. U zagrebačkom redarstvu izvršen je novi raspored osoblja, a svi zaposlenici srpske narodnosti su uhićeni.
Nakon proglasa Slavka Kvaternika o uspostavi Nezavisne Države Hrvatske na području cijele dotadašnje Banovine Hrvatske došlo je do uspostave vlasti nove države.
Izvan granica nekadašnje Banovine Hrvatske, vlast NDH uspostavljana je uz zaštitu njemačkih trupa, rijetko kada i talijanskih.
Preuzimanja jugoslavenskih žandarmerijskih postaja na području NDH prošla su glatko i bez otpora, pa je već s raspadom Kraljevine Jugoslavije Oružništvo, policija NDH, nastavilo svoj redovni posao. Za prvog zapovjednika Oružništva imenovan je Milan Mizler 30. travnja 1941.
Oružništvo se je nalazilo u sklopu Hrvatskog domobranstva i obavljalo je službu javne sigurnosti te je u tom pogledu bilo podređeno političkoupravnoj vlasti i uvijek je postupalo u suradnji s Ministarstvom unutarnjih poslova. Oružništvo kao tijelo u funkciji kaznenog pravosuđa izvršavalo je i sve neposredne naloge sudova i državnih tužiteljstava u smislu propisa kaznenih postupaka. Oružništvo je uključeno u sastav oružanih snaga NDH sa zadatkom da održi javni red i mir, osobnu i imovinsku sigurnost. Vrhovni nadzor nad oružništvom po svim pitanjima je obavljalo Zapovjedništvo vojske i Ministarstvo hrvatskog domobranstva. Izdavanje posebnih odredaba koje su se odnosile na javni red, mir i sigurnost Ministarstvo hrvatskog domobranstva obavljalo je u sporazumu s Ministarstvom unutrašnjih poslova.